# Freddie Toomer
Frederick Charles Toomer (* 19. Februar 1992 in Southampton) ist ein ehemaliger englischer Fußballtorhüter.

## Karriere
Freddie Toomer erlernte das Fußballspielen in der Jugendmannschaft des FC Eastleigh im englischen Eastleigh. Hier unterschrieb er am 1. Juli 2009 seinen ersten Vertrag. Mit dem Verein spielte er in der National League, kam dort jedoch nur zu einem Ligaeinsatz. Von Januar 2012 bis Mitte November 2012 pausierte er. Am 14. November 2012 unterschrieb er in Hongkong einen Vertrag beim Club Colts. Hier stand er bis August 2015 unter Vertrag. Über die Station Club Wanderers wechselte er im August 2017 zum Hongkong FC. Der Verein spielte in der zweiten Liga, der Hong Kong First Division League. Am Ende der Saison 2020/21 feierte er mit dem Team die Meisterschaft und den Aufstieg in die erste Liga. Dort schoss der Torhüter am 5. Februar 2023 im Heimspiel gegen den Resources Capital FC den 1:1-Ausgleich in der Nachspielzeit der Partie. Bis zu seinem Karriereende im Sommer 2025 stand Toomer bei insgesamt 124 Pflichtspielen für den Klub auf dem Feld.

## Erfolge
Hongkong FC
- Hong Kong First Division League: 2020/21  ▲